# Golfshop
Een golfshop is een winkel die zich gespecialiseerd heeft in het verkopen van golfartikelen. vaak zijn deze winkels te vinden op het terrein van de golfbaan, maar er zijn ook winkels daarbuiten.
Men kan hier golfartikelen kopen zoals: golfschoenen, golfclubs, golfballen en kleding. Maar vaak zijn er ook golf gerelateerde artikelen zoals prijzen voor golfwedstrijden te vinden.